# 天機算
《天機算》，香港電視廣播有限公司古裝電視劇，由馬浚偉、陳浩民、楊思琦及李詩韻領銜主演，監製徐遇安。
《天機算》的故事圍繞著唐朝預言書《推背圖》，道出樂天知命、珍惜眼前人，才是千古不衰的正道。

## 劇中背景
| 時代                            | 注釋                                     |
| ------------------------------- | ---------------------------------------- |
| 秦代 （秦始皇掌政）             | 顯示中國朝代的變更                       |
| 唐太宗貞觀年間                  | 《推背圖》成書                           |
| 南周時代                        | 顯示《推背圖》的預言                     |
| 五代十國時代 （中葉至後周滅亡） | 有關李承天與袁紫忻相識、結婚、生下李楚君 |
| 北宋時代 （由開國至中葉）       | 故事主線                                 |
| 明代                            | 顯示《推背圖》的預言                     |
| 清代                            | 顯示《推背圖》的預言                     |
| 民國時代                        | 顯示《推背圖》的預言                     |

## 故事劇情
在唐代貞觀年間，唐太宗命司天監李淳風和術數大師袁天罡合撰一本擁有六十卦象的預言書，用以推預大唐帝國的國運，李淳風繪畫推背圖、袁天罡則編寫讖文。由於此預言書中的第六十象中的頌曰有「萬萬千千說不盡，不如推背去歸休」，因而命名《推背圖》。在《推背圖》完成後，唐太宗對李淳風大大褒獎，而袁天罡則一無所得，感到妒恨，兩人遂成仇家。兩人後來又分別重默圖與文，但立下遺囑：「李袁兩家誓不兩立，圖文不能結合，否則必釀成大難」。
在近200多年後，大唐國滅亡，進入了五代十國的昏亂分裂局面。李淳風後人李承天繼承了《推背圖》的圖，但不想因而受摳束，於是到處遊歷，並化名「徐天機」，到處研究風水。機緣巧合下，他遇上化名「水月花」的袁天罡後人——袁紫昕。兩人志趣相投，到處研究風水，漸生情愫，並到談婚論婚的地步。兩人在合八字後發現若果結合必遭大劫，李承天在追趕不辭而別的袁紫忻時，才發現對方乃李淳風和袁天罡的後人。但兩人愛情至上，毅然放棄「祖訓」，而且推算二人結合乃吉中帶凶，或有轉機，於是結為夫婦，並在偏遠地方開了一檔食店維生；兩人同時發誓不會去偷看對方的圖文。後周世宗顯德六年（959年），兩人生下李楚君（後被追封永運皇后）。這時，世宗駕崩，只有7歲的後周哀宗年幼繼位。李承天怕會有野心家乘機篡奪帝位，再度造成動亂。於是偷去袁紫忻保管的《推背圖》第十六象的讖文，配合自己保管第十六象的圖，去到陳橋驛，勸服趙匡胤稱帝，策動了「陳橋兵變」，趙匡胤黃袍加身，率兵回到開封，建立大宋帝國。
得知真相的袁紫忻感到憤怒，斥責李承天不守信諾。後來宋太祖為了推預大宋國國運，帶兵企圖從李承天手上得到所有《推背圖》。最後，李承天只是給了第十七象的圖予太祖，並利用一早在家中設好的機關，逃脫太祖的包圍。其後帶妻女離開宋國，逃往大遼帝國。但因為當時大遼國攻治混亂，大量漢人遭到屠殺，李承天一家遇上屠殺，避禍時失散。袁紫忻因惱恨李承天，於是和李楚君留在遼國，並把女兒改名「霍伊娜」；李承天流落回到大宋，易名「雲中鶴」。
北宋太祖乾德三年（965年），宋亡後蜀，後蜀皇室孟問失去當皇帝的機會，因而對宋室感到憎恨。後來改名「南方問」，潛入汴涼，成為欽天監國師，表面上協助太祖尋找李承天下落、暗中替宋太宗和蕭行衍尋找《推背圖》，實際上透過尋找《推背圖》，在當中尋找復興蜀國的指示。
北宋太祖開寶六年（973年）三月，後周哀宗逝世。已化名為「葉俊」的柴俊成為柴周皇室唯一血脈，但他無心於復國，只是在曹州開設「千里香」製香廠。柴俊之子柴楊，不務正業，只愛與一些「風水師」研究風水術數。
北宋太祖開寶末年，柴楊從袁喜手中得到《推背圖》十七象，誤算出「契丹（大遼）將大舉入侵大宋」，由於曹州位處宋遼邊界，遂引發逃亡潮。最後被發現純粹「鬧劇」，柴楊遂成笑話，亦被父親斥責，柴楊對袁喜恨之入骨；李承天親自拆解十七象是指「黃河缺堤」。但此時亦引起汴京政府的注意，太祖派人留意曹州。另一邊廂，袁喜機緣巧合下，發現「雲中鶴」的真正身份，並對他心感欽佩，希望拜他為師，學習風水命理，為自己改運，但李承天不依。兩人在爭論期間，袁喜不慎與正在表演的李楚君有身體接觸，引發誤會；同一時間，李承天發現桑琪佩帶著一個玉吊墜，是他送給女兒那個，他懷疑桑琪為其女兒。四人後來到醉香樓打工，卻因而引發混亂，最後被柴家贖走。
四人在千里香打工，後來袁喜也因為還債而賣身柴家，碰巧趙菲（後被追封永順皇后）帶同侍女心怡從汴京逃至曹州，以查探蕭覺樺為人，並和柴楊產生誤會。柴楊和心怡在一次誤闖孟問佈下的八陣圖時，柴楊發現對方是一名少女，並同時得知趙菲亦是女的。但因為家人不知，誤以為柴楊有同性戀傾向。在一場蹴踘比賽中，柴楊遭蕭覺樺所害，昏迷不醒；柴俊聽信術數師之言，打算為柴楊納妻避禍；同一時間，趙菲為了救柴楊，潛入蕭府盜取天山雪蓮，給柴楊服用。

## 演員表

### 李家
| 演員   | 角色   | 關係／暱稱 |
| 李成昌 | 李淳風 | 唐朝司天監 《推背圖》讖圖作者 袁天罡之天敵                                                                                                 |
| 元 華  | 李承天 | 化名徐天機、雲中鶴 李淳風之後人 袁紫昕之夫 霍伊娜之父 袁喜之師父 南方問之天敵 於960年勸服趙匡胤稱帝，建立宋朝 於第15集自殺身亡             |
| 馬浚偉 | 袁 喜  | 騙子 霍伊娜之夫 李承天之徒弟 葉楊之好友，後反目 於第17集成功阻止南方問篡位 於第18集為博取葉楊信任而假裝活埋霍伊娜 於第20集成功阻止葉楊篡位 |

### 袁家
| 演員   | 角色   | 關係／暱稱 |
| 魯振順 | 袁天罡 | 唐代術數大師 《推背圖》讖文作者 李淳風之天敵                                                                                          |
| 陳秀珠 | 袁紫昕 | 化名水月花 袁天罡之後人 李承天之妻 霍伊娜之母 南方問之師妹 於第15集被南方問使計毒死                                                   |
| 楊思琦 | 霍伊娜 | 原名李楚君 李承天、袁紫昕之女 袁喜之妻 法拉圖、摩塔梨、桑琪之好友 於第17集與葉楊合力殺死南方問 於第18集為博取葉楊信任而假裝被袁喜活埋 |

### 葉家/柴家
| 演員   | 角色   | 關係／暱稱 |
| 洋     | 葉 俊  | 原名柴俊 後周後人 張淑嫻之夫 葉楊之父 於第19集險被葉楊活埋 |
| 馬海倫 | 張淑嫻 | 葉俊之妻 葉楊之母 於第13集被官差亂棍打死 |
| 陳浩民 | 葉 楊  | 原名柴楊 葉俊、張淑嫻之子 心怡、趙菲之夫 袁喜之好友，後反目 蕭覺樺之天敵 與南方問勾結 於第15集因被蕭覺樺找晦氣而將其殺死 於第17集與霍伊娜合力殺死南方問 於第19集活埋葉俊未遂 於第20集因篡位失敗而刺激過度失憶 |

### 「千里香」製香廠
| 演員   | 角色   | 關係／暱稱                                                    |
| 洋     | 葉 俊  | 千里香老闆 參見葉家/柴家                                      |
| 陳浩民 | 葉 楊  | 千里香少東 參見葉家/柴家                                      |
| 顏國樑 | 余德維 | 李麗萍、桑琪之夫 余仲佳之父 與南方問勾結 於第14集被南方問殺死 |
| 馬蹄露 | 李麗萍 | 余德維之妻 余仲佳之母                                         |
| 蔡康年 | 余仲佳 | 余德維、李麗萍之子                                            |
| 林泳東 | 文 東  | 葉楊的書僮                                                    |
| 宋紫盈 | 小 翠  | -                                                             |
| 林影紅 | 小 紅  | -                                                             |
| 招石文 | 戴吉祥 | 吉祥嫂之夫                                                    |
| 余慕蓮 | 吉祥嫂 | 戴吉祥之妻                                                    |
| 黃澤鋒 | 戴平安 | -                                                             |
| 麥嘉倫 | 健     | -                                                             |
| 王基信 | 康     | -                                                             |
| 黃子衡 | 傑     | -                                                             |
| 李海生 | 貴 叔  | -                                                             |
| 岑寶兒 | 法拉圖 | 霍伊娜之好友，契丹人                                          |
| 葉凱茵 | 摩塔梨 | 霍伊娜之好友，契丹人                                          |
| 何綺雲 | 桑 琪  | 余德維之妾 霍伊娜之好友，契丹人 於第13集被南方問殺死          |

### 宋室
| 演員   | 角色         | 關係／暱稱 |
| 郭 峰  | 趙匡胤       | 宋太祖 趙光義之兄 趙菲之父 於960年聽從李承天進言稱帝，建立宋朝 於第15集將蕭行衍、蕭覺樺發配邊疆 於第20集被趙光義殺死 |
| 方伊琪 | 皇           | 趙匡胤之妻 |
| 徐 榮  | 趙光義       | 原名趙匡義 宋太宗 趙匡胤之弟 與南方問勾結 於第20集殺死趙匡胤，後成功篡位登基                                         |
| 羅敏莊 | 趙 菲        | 飛鳳公主 趙匡胤之女 葉楊之妻 蕭覺樺之前妻 于第19集因被叶扬推倒流产导致失心疯                                         |
| 李家鼎 | 蕭行衍       | 太尉 蕭覺樺之父 於第15集被趙匡胤發配邊疆，途中被官差殺死                                                             |
| 陳山聰 | 蕭覺樺       | 蕭行衍之子 趙菲之前夫 葉楊之天敵 與南方問勾結 於第15集被趙匡胤發配邊疆，途中因找葉楊晦氣而被其殺死                   |
| 李施嬅 | 心 怡        | 葉楊之妻 飛鳳公主之近身婢女                                                                                          |
| 楊英偉 | 黎公公       | - |
| 甘子正 | 譚公公       | 小金 |
| 魏惠文 | 薛居正       | - |
| 王維德 | 沈義倫       | - |
| 沈可欣 | 宋朝宮女     | - |
| 楊鴻俊 | 御林軍／侍衛 | - |
| 張國威 | 侍衛         | - |

### 其他演員
| 演員           | 角色       | 關係／暱稱 |
| 劉 江          | 南方問     | 原名孟問 後蜀後人 欽天監國師 袁紫昕之師兄 李承天之天敵 殺死袁紫昕外婆全家十三口、桑琪、余德維之兇手 與趙光義、蕭覺樺、余德維、葉楊勾結 於第13集錯手殺死桑琪 於第14集殺死余德維 於第15集使計毒死袁紫昕 於第17集因篡位失敗而被葉楊、霍伊娜合力殺死 |
| 高俊文         | 唐太宗     | - |
| 黃卓慧         | 唐朝宮女   | - |
| 謝兆           | 唐朝宮女   | - |
| 蔡考藍         | 武則天     | - |
| 陳建文         | 秦始皇     | - |
| 杜 港          | 將 領      | - |
| 柯 嵐          | 後周將領   | - |
| 郭德信         | 神 棍      | - |
| 余子明         | 秦鐵板     | - |
| 李岡龍         | 紫微谷     | 鬼谷子 |
| 黎 宣          | 盲 婆      | 裝盲的騙子（第1集） |
| 黃文標         | 惡 霸      | - |
| 曾梓明         | 難 民      | - |
| 寧 進          | 難 民      | - |
| 趙樂賢         | 公 差      | - |
| 嘉 駿          | 村 民      | - |
| 張漢斌         | 曹州村民   | - |
| 鄭世豪         | 曹州村民   | - |
| 張智軒         | 曹州村民   | - |
| 趙永洪         | 曹州村民   | - |
| 黃梓瑋         | 曹州村民   | - |
| 翟兆麟         | 曹州村民   | - |
| 黃鳳軒         | 曹州村民   | - |
| 曾健明         | 醉香樓龜奴 | - |
| 湯俊明         | 鄭公子     | - |
| 許明志         | 志         | - |
| 陳少邦         | 邦         | - |
| 孫季卿         | 丁掌櫃     | - |
| 鄧永健（青年） | 雷 威      | 「雲來客棧」老闆 |
| 陳勉良         | 雷 威      | 「雲來客棧」老闆 |
| 劉桂芳         | 雷威妻     | - |
| 劉卓姿         | 雷威女     | - |
| 李鴻           | 林老爺     | 林立德之父 |
| 吳諾弘（童年） | 林立德     | 化名阿旺 「雲來客棧」員工 |
| 鄺佐輝         | 林立德     | 化名阿旺 「雲來客棧」員工 |
| 麥子樂         | 林啟基     | 林立德之子 |
| 陳宙希         | 小 二      | - |
| 何奕希         | 小 二      | - |
| 莊迪生         | 小 二      | - |
| 鄭家生         | 惡 霸      | - |
| 羅天池         | 荷 官      | - |
| 王偉樑         | 鼠 漢      | - |
| 李啟傑         | 曹州小販   | - |
| 游 飈          | 廖縣官     | - |
| 葉 暐          | 師 爺      | - |
| 何偉業         | 小道士     | - |
| 陳榮峻         | 員 外      | - |
| 何慶輝         | 醉香樓護院 | - |
| 張笑千         | 醉香樓護院 | - |
| 裘卓能         | 道 士      | - |
| 劉家聰         | 官 兵      | - |
| 傅劍虹         | 官 兵      | - |
| 莊迪生         | 準太監     | - |
| 許文翹         | 準太監     | - |
| 邵卓堯         | 賭場荷官   | - |

## 記事
- 2006年8月22日：此劇在將軍澳電視廣播城舉行試造型記者會。
- 2006年9月21日：此劇於16:00在將軍澳電視廣播城12廠舉行開鏡拜神儀式。
- 2007年4月12日：此劇全劇演員於12:30在荃灣三疊潭圓玄學院舉行宣傳活動。
- 2007年4月15日：此劇主要演員於12:30在大角咀奧海城舉行宣傳活動。
- 2007年4月25日：此劇主要演員於13:00在九龍灣展貿徑一號香港保齡球城舉行宣傳活動。

## 軼事
此劇為陳浩民首次飾演反派角色。

## 收視
以下為本劇於香港無綫電視翡翠台之收視紀錄：
| 週次 | 集數  | 日期                  | 平均收視 | 最高收視 | 百分比 |
| 1    | 01-05 | 2007年4月16日-4月20日 | 29點     |          |        |
| 2    | 06-10 | 2007年4月23日-4月27日 | 29點     |          |        |
| 3    | 11-15 | 2007年4月30日-5月4日  | 30點     |          |        |
| 4    | 16-20 | 2007年5月7日-5月11日  | 30點     |          |        |

以下为该剧于香港无线电视翡翠台在广州同步播放之收视纪录：
| 集数  | CSM收视 | 集数  | AGB省网 | AGB市网 | AGB双网合计 |
| ----- | ------- | ----- | ------- | ------- | ----------- |
| 1-11  | 17.6    | 1-5   | 7.7     | 7.9     | 15.6        |
| 12-20 | 20.7    | 6-10  |         |         |             |
|       |         | 11-15 | 7.3     | 8.1     | 15.4        |
|       |         | 16-20 | 8.2     | 9.5     | 17.7        |

## 電視節目的變遷
| 同事三分親 3月12日-        |                                                 |                                                 |                            |
| 上一套： 亂世佳人 -4月14日 | 翡翠台第二綫劇集（2007） 天機算 4月16日-5月11日 | 翡翠台第二綫劇集（2007） 天機算 4月16日-5月11日 | 下一套： 師奶兵團 5月14日- |
| 溏心風暴 4月9日-           |                                                 |                                                 |                            |
| （非劇集時段） -4月25日    | （非劇集時段） -4月25日                         | 一生為奴 4月26日-5月11日                        | （非劇集時段） -5月14日    |